# Блуа (замок)
За́мок Блуа́ (фр. Château de Blois) — самый крупный по размерам из замков Луары, резиденция французских королей Людовика XII и Франциска I. 
Находится в центре города Блуа, департамент Луар и Шер, на правом берегу Луары. Памятник Всемирного наследия ЮНЕСКО.

## История
Замок Блуа впервые упомянут уже в IX веке. Возможно, именно этот замок был укреплен и перестроен Тибальдом Лукавым, графом Блуа, владельцем Тура и Шартра. Фруассар, летописец XIV века, отметил, что Блуа был одним из лучших мест во всем королевстве.
Основная часть существующего дворца-замка была выстроена в XV веке герцогами Орлеанскими. Когда один из них вступил на французский престол под именем Людовика XII (1498), он остался жить в Блуа. Именно он в 1498 году приказал построить ренессансное крыло Людовика XII. Именно он отзывает мастеров-каменщиков из Амбуаза - Симона Гишара, Жака Сурдо, Коена Биара, - под чьим руководством и осуществлялось строительство. Его дочь Клод также была привязана к резиденции в Блуа и настояла на том, чтобы её супруг, Франциск I, выделил средства на обновление позднеготического дворца в духе итальянского ренессанса. После смерти королевы Клод Франциск I предпочёл Амбуаз и ренессансное крыло замка Блуа осталось недостроенным.
Конец XVI века ознаменовался в Блуа кровавыми событиями. При изобличении Амбуазского заговора герцоги Гизы увезли короля в более пригодный на случай осады Амбуаз. Следующий король Генрих III заманил во дворец своего недруга, Генриха Гиза с братом-кардиналом, где они оба были убиты королевскими телохранителями, а ещё через две недели здесь умерла Екатерина Медичи (туристам показывают её тайник для ядов).
При Бурбонах резиденция в Блуа утратила политическое значение. Людовик XIII удалил туда из столицы свою мать, Марию Медичи. Позднее дворцом владел его брат, Гастон Орлеанский, который поручил Франсуа Мансару пристроить ко дворцу чертоги в новейшем тогда стиле барокко. Эта работа не была доведена до конца по причине нехватки средств после того, как в 1638 году у Людовика XIII родился сын и Гастон перестал быть наследником престола. В начале XVIII века дворец был отведён в распоряжение вдовствующей польской королевы Марысеньки. Людовик XVI намеревался продать Блуа, однако не нашёл покупателя. Луи-Филипп в XIX веке отреставрировал, заново меблировал и красочно декорировал разорённые за годы революции королевские покои. Заброшенный замок, где до того был расквартирован гарнизон, был восстановлен для размещения там городского музея изобразительных искусств.  
Замок Блуа является одной из достопримечательностей долины Луары и был запечатлён в начале XX века на серии фото-открыток. Была выпущена также небольшая серия нарукавных шевронов с символикой замка.
- Дворец Людовика XII
- Ренессансное крыло Франциска I
- Королевские покои с вензелями Генриха IV
- Барочное крыло Гастона Орлеанского
- Знаменитая ажурная лестница, приписываемая Леонардо да Винчи